# إفريت دين مارتن
إفريت دين مارتن (5 يوليو 1880- 10 مايو 1941) هو كاهن أمريكي، وكاتب، وصحفي، ومدرس، ومحاضر، وعالم نفس اجتماعي، وفيلسوف اجتماعي، ومناصر لتعليم الكبار. كان مدرسًا ومحاضرًا في مدرسة نيويورك الجديدة للبحوث الاجتماعية في الفترة ما بين 1921-1929، وعضو مجلس مدراء جامعة ذا نيو سكول في الفترة ما بين 1925-1932. والمدير الأخير للمعهد الشعبي التابع لكلية كوبر يونيون بمدينة نيويورك في الفترة ما بين 1922-1934. ولد مارتن في جاكسونفيل، إلينوي في 5 يوليو 1880. تخرج مع مرتبة الشرف من كلية إلينوي في جاكسونفيل في سن الرابعة والعشرين، ثم انتقل إلى شيكاغو، ليلتحق بمدرسة ماكورمِك اللاهوتية من عام 1904 حتى رسامته كاهن أبرشية عام 1907. حصل مارتن على درجة الدكتوراه الأدبية من كلية إلينوي عام 1907. وقد اشتهر بمناصرته للتعليم الليبرالي للكبار، الذي اعتبره «ترياقًا للاعقلانية الجماهير وقوة البروباغندا».

## تعليقه على فترة بدايات القرن العشرين
في كتاب سلوك الجماهير (1920) -وهو أول كتاب له يُستَعرض على الصعيد الوطني- طرح ما اعتبره معضلة العصر الحديث: ثورة المعلومات التقنية التي جعلت من الممكن، في غياب نظام تعليمي ملائم، والتأثير على الرجال والنساء الجاهلين باستخدام البروباغندا وأنصاف الحقائق. إذ وجد الديماغوجيون عديمو الضمير، والسياسيون الفاسدون، والمعلنون المتلاعبون، والأيديولوجيون الثوريون جماهير جاهزة عندما استحثوا الغرائز (رغبات اللاوعي، والسلوك أو الحدس الذي توجهه الغرائز و/أو الدوافع البدائية، الحيوانية، الأنانية، و/أو الدنيئة).
كان مارتن ليبراليًا كلاسيكيًا فردانيًا، وتابعًا لتقاليد إنسانيي عصر النهضة ومؤلفي الفيديراليست. كان مؤمنًا بالحكومة محدودة الصلاحيات والانتقاء الذاتي للطلاب الذين تتوفر لديهم قدرات ذهنية مبشّرة من خلال برامج ملائمة لتعليم الكبار.
نُشر كتابه الأشهر والأكثر قراءةً، معنى التعليم الليبرالي، عام 1926، وهو نفس العام الذي ساعد فيه على تأسيس الجمعية الأمريكية لتعليم الكبار. عندما صدر كتابه  معنى التعليم الليبرالي عام 1926، أعلن فريدريك بول كيبل، رئيس مؤسسة كارنغي أنه «المساهمة الأهم في فهم تعليم الكبار ... حتى الآن في الولايات المتحدة». في مارس 1928، استجاب جون ديوي لطلب ماري ماتينجلي ميلوني، المحررة في مجلة نيويورك هيرالد تيربون الأسبوعية، وقدم توصياته بخصوص الكتب المنشورة مؤخرًا حول التعليم. كتب ديوي: «أعتقد أن أفضل الكتب التعليمية بين المنشورات الحديثة هي ...وكتاب مارتن، معنى التعليم الليبرالي. لم تكن هذه المرة الأولى التي يوصي فيها ديوي بكتاب إفريت دين مارتن. ففي عام 1927، تقدم محررو مجلة الجمعية الوطنية للتعليم بسؤال لديوي، «ما الكتاب الذي وجدته جديرًا بالاهتمام مؤخرًا؟، كتاب قرأته بسهولة ولهفة واستفدت منه، في مجال التعليم أو خارجه». حدد ديوي كتابين. أحدهما كان كتاب مارتن معنى التعليم الليبرالي.

## وصلات خارجية
- مؤلفات إفريت دين مارتن في مشروع غوتنبرغ